# The Doorway to Hell
The Doorway to Hell ist ein US-amerikanischer Kriminalfilm aus dem Jahr 1930. Das Drehbuch basiert auf der Erzählung A Handful of Clouds von Rowland Brown.

## Handlung
Der junge und attraktive Louie Ricarno ist ein Bandenführer in Chicago. Polizeicaptain Pat O’Grady verhört ihn im Zusammenhang mit einem Gangmord. O’Gradys Vorschläge die Gaunereien zu lassen, schlägt Ricarno ab. Kurze Zeit später ist Ricarno das Oberhaupt der Chicagoer Unterwelt. Er teilt die Stadt in Territorien und erhält von den verschiedenen Gangs Geld für seinen Schutz.
Einige Zeit später verliebt sich Ricarno in Doris, die jedoch mit seinem Stellvertreter Steve Mileaway zusammen ist. Doch Doris nimmt Ricarnos Heiratsantrag an, der sich daraufhin von seiner Organisation löst. Er will nach Florida übersiedeln und dort seine Autobiografie schreiben. Unterwegs nach Florida stellt Ricarno seine Frau seinem Bruder Jackie vor, der unter dem Namen Locarno eine Militärschule besucht. In Florida arbeitet Ricarno an seinen Memoiren und lernt nebenbei das Golfspiel. Doris beginnt sich zu langweilen. Sie sehnt sich nach dem aufregenden Leben in Chicago zurück.
In Chicago haben sich unterdessen die Verhältnisse geändert. Ein Bandenkrieg ist ausgebrochen, und Mileaway sieht sich nicht in der Lage, den Krieg zu beenden. RIcarno weigert sich zurückzukehren und für Ordnung zu sorgen. Die Gangster Midget und Rocco entführen Jackie, um Ricarno zur Rückkehr zu zwingen. Jackie kommt bei einem Fluchtversuch ums Leben, als er von einem Lastwagen überfahren wird. Ricarno ist erschüttert und kehrt voller Rachegefühle nach Chicago zurück. Doris beginnt eine heimliche Affäre mit Mileaway.
Zwei von Jackies Freunden können die Entführer identifizieren. Captain O’Grady weiß nun, wer die Entführung inszeniert hat. Er warnt Ricarno davor, etwas zu unternehmen, doch der hat Midget und Rocco töten lassen. O’Grady nimmt Ricarno fest und verhört Mileaway. O’Grady konfrontiert Mileaway damit, dass er von der Affäre mit Doris weiß. Mileaway sieht sich zum Geständnis gezwungen, Mitget in Notwehr getötet zu haben. Mit dem Geständnis kann er die Affäre geheim halten und Ricarno aus dem Gefängnis holen. Doch Ricarno ist auch für einen anderen Mord angeklagt. Ricarno flüchtet aus dem Gefängnis und kann mit der Hilfe seines Chauffeurs Tommy der Polizei und seinen Rivalen entkommen.
Einige Zeit später ist Ricarno ruhelos. Er hat sich in einer Pension versteckt. O’Grady sucht ihn auf und fordert ihn auf, sich zu stellen. Seine Rivalen sind ihm auf der Spur und würden ihn sofort ermorden. Als O’Grady geht, bringt ein Kellner Essen, das er nicht bestellt hat. Damit weiß Ricarno, dass ihn seine Feinde gefunden haben. Er betrachtet ein Bild von Napoleon Bonaparte, mit dem er sich immer identifiziert hat. Er zieht Mantel und Hut an und geht hocherhobenen Hauptes hinaus.

## Kritik
Michel W. Philips jr. vom Internetportal „Goatdog's Movies“ hält den Film für interessant in Hinblick auf die Entwicklung der späteren Gangsterfilme. Zudem liefere er Hinweise auf den späteren Starstatus von James Cagney. Und er sei ein Beispiel für Fehlentscheidungen in der Besetzung.

## Auszeichnungen
1931 wurde Rowland Brown in der Kategorie Beste Originalgeschichte für den Oscar nominiert.

## Hintergrund
Die Uraufführung fand am 18. Oktober 1930 statt.
In einer kleinen Nebenrolle ist Ward Bond als Polizist zu sehen. Auch Drehbuchautor George Rosener hatte einen Auftritt als Stick. James Cagney stand hier das zweite Mal vor einer Filmkamera.
Die Originalgeschichte, für die Rowland Brown für den Oscar nominiert wurde, wurde nie veröffentlicht.